# Herklotsichthys gotoi
Herklotsichthys gotoi är en fiskart som beskrevs av Wongratana, 1983. Herklotsichthys gotoi ingår i släktet Herklotsichthys och familjen sillfiskar. Inga underarter finns listade i Catalogue of Life.